# 越界 (Crossing the line)
越界(Crossing the line)は、2018年の中華民国のネットドラマ。全8回。
HIStoryシリーズの第二シーズンとして制作され、2018年3月6日から3月18日までCHOCO TVにおいて放送された。バレーボール部に所属する男子高校生たちの同性愛を題材としている。越界は中国語で「境界を越える」の意。日本未公開。

## あらすじ
夏宇豪は喧嘩好きだが正義感の強い男子高校生。喧嘩騒ぎ起こしたことで転校を余儀なくされた夏宇豪は、転校先の志弘高校でバレーボール部のマネージャーを務める邱子軒と出会う。バレーボール部に入部した夏宇豪は、邱子軒と二人で練習に励むうち、邱子軒に思いを寄せるようになる。

## キャスト

### 主要人物
夏宇豪
演 - 范少勳
本作の主人公。高校二年生。北江高校から志弘高校に転校してきた。有名な不良少年だが、正義感が強く勇敢な性格。志弘高校に転校後、バレーボール部に入部し、邱子軒に思いを寄せるようになる。
邱子軒
演 - 盧彥澤
本作の主人公。高校三年生。バレーボール部のマネージャーを務める。冷静沈着で頭脳明晰。あだ名は「メガネくん」。